# ニコラス・マドセン
ニコラス・マーティン・ハウトルプ・マドセン (Nicolas Martin Hautorp Madsen , 2000年3月17日 - )は、デンマーク・南デンマーク地域オーデンセ出身のサッカー選手。ベルギー・ファースト・ディビジョンA・KVCウェステルロー所属。ポジションはMF。

## クラブ経歴
14歳の時にFCミッティランとブレンビーIFから入団オファーを受け、15歳の誕生日の日にミッティランと3年契約を締結。2018年にトップチームに昇格。2019年9月15日のリンビーBK戦でプロデビュー。2019-20シーズンはリーグ戦9試合に出場し、2020-21シーズンは17試合で起用された。
2021年8月31日、SCヘーレンフェーンへの1年間のローン移籍が発表された。
2022年7月20日、KVCウェステルローに移籍した。

## 代表経歴
2017年から各ユース世代のデンマーク代表に招集されている。